# International Karate +
International Karate Plus, używa się też skrótu IK+ – komputerowa gra typu bijatyka „jeden na jednego” wydana przez System 3 na platformy ZX Spectrum, Commodore 64 i Amstrad CPC. W późniejszym czasie wydano też konwersje na Atari ST, Amigę i na konsole. Istnieje nieoficjalna konwersja dla Atari XL.
Gra jest kontynuacją International Karate z 1986 roku, jednak tym razem zwiększono stopień trudności poprzez dodanie trzeciego zawodnika (w pierwszej wersji było tylko dwóch walczących). Zmieniono nieznacznie wyprowadzane ciosy oraz dodano nowe etapy bonusowe. Obie gry wyróżniały się muzyką i grafiką dobrej jakości jak na tamte czasy.

## Zewnętrzne odnośniki
- konwersja dla Atari XL